# 四硫代钨酸铵
四硫代钨酸铵是一种无机化合物，化学式为(NH4)2WS4。

## 制备
四硫代钨酸铵可由钨酸、氨水和硫化氢反应得到，反应在65~70℃水浴中进行：
{\displaystyle {\ce {H2WO4 + 2 NH3*H2O + 4 H2S -> (NH4)2WS4 + 6 H2O}}}

## 化学性质
四硫代钨酸铵受热分解，170~280℃时产生三硫化钨，260~500℃产生二硫化钨。